# Angelo Massarelli

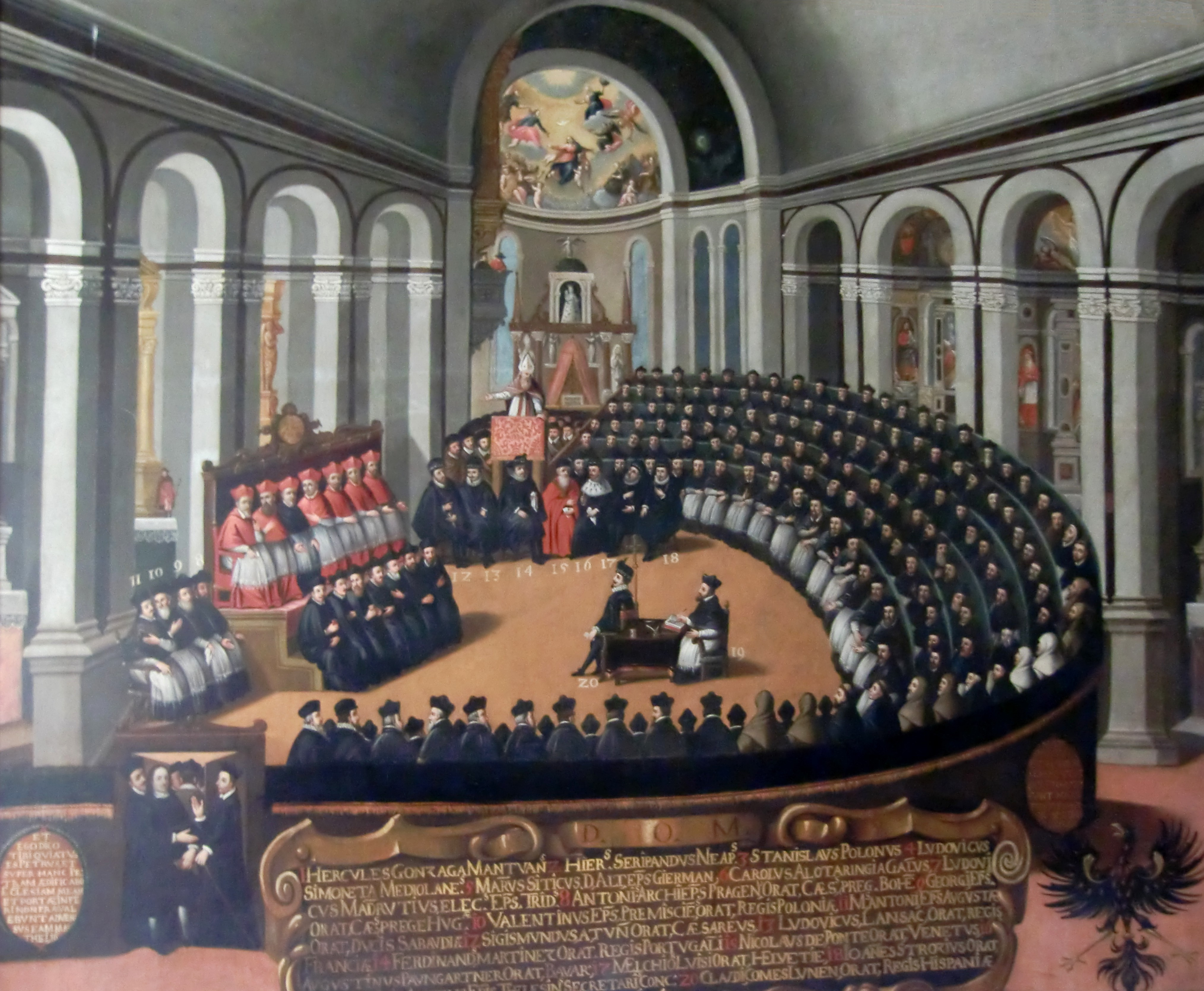
Una seduta del Concilio di Trento in una pittura d'epoca. Il vescovo Angelo Massarelli è raffigurato con il n. 19 mentre è seduto sul tavolino al centro dell'immagine, nell'intento di verbalizzare le parole degli astanti.

Angelo Massarelli (San Severino Marche, 1510 – Roma, 17 luglio 1566) è stato un vescovo cattolico italiano, noto per essere stato il segretario del Concilio di Trento.

## Biografia
Nato a San Severino Marche nel 1510, dopo gli studi in seminario si laureò in leggi canoniche e civili presso l'Università di Siena.
Tornato a San Saverino fu dapprima assegnato alla chiesa di S. Eligio e poi fu eletto priore della collegiata della cittadina.
Grazie alla frequentazione di alcuni letterati conobbe il cardinale Marcello Cervini, futuro papa Marcello II.
Quando il papa Paolo III delegò il cardinale Cervini ad assumere la presidenza del Concilio di Trento, questi volle come segretario del Concilio il Massarelli. Un cardinale così descrive l'operato del Massarelli: «essendo egli lodato dal testimonio incontrastabile dell'esperienza, ed ammaestrato dall'esquisita scuola dell'esercizio, tenne stabilmente il grado di Segretario del Concilio».
Durante gli intervalli delle sedute del Concilio svolse l'importante mansione di Segretario di Stato del pontefice.
Sotto il breve pontificato di papa Marcello II il Massarelli fu suo consigliere.
Dal successore di Marcello II, papa Paolo IV, fu designato vescovo di Telese o Cerreto il 15 dicembre 1557 e fu consacrato a tale ufficio pochi giorni dopo, il 21 dicembre.
Fu autore di un minuzioso diario dei lavori del Concilio dal titolo Acta genuina ss. oecumenici Concilii tridentini.
Terminato il Concilio di Trento nel 1563, il vescovo Angelo Massarelli fu dapprima ministro della Segreteria di Stato e poi Segretario del Supremo Tribunale della Riformazione (successivamente chiamato Sacra Consulta).
A causa dei suoi numerosi impegni venne poche volte in diocesi e si fece rappresentare da un vicario vescovile di sua nomina.
Morì il 17 luglio 1566 a Roma.

## Genealogia episcopale
La genealogia episcopale è:
- Cardinale Girolamo Grimaldi
- Arcivescovo Martinho de Portugal
- Arcivescovo Alfonso Oliva, O.E.S.A.
- Vescovo Girolamo Maccabei di Toscanella
- Vescovo Giovanni Giacomo Barba, O.E.S.A.
- Vescovo Angelo Massarelli